# Víctor Cedrón
Víctor Andrés Cedrón Zurita (Trujillo, 6 de octubre de 1993) es un futbolista peruano. Juega como mediocentro ofensivo y su equipo actual es ADT de la Liga 1 de Perú. Tiene 31 años.

## Trayectoria

### Universidad César Vallejo
Víctor Cedrón se unió al primer equipo del Club Universidad César Vallejo en enero del 2011. Debutó con el equipo el 14 de febrero del 2011, en el primer partido de local contra el Colegio Nacional Iquitos. Además fue nominado a la categoría Jugador Revelación del Campeonato Descentralizado 2012. El día 11 de agosto de 2013, se rumoreó que iba a transferirse al FC Midtjylland de la Superliga de Dinamarca, pero su pase no se concretó debido a que Jean Ferrari puso trabas y siguió en la Universidad César Vallejo. El 15 de enero de 2014 se confirma que será jugador de Alianza la temporada 2014 luego que el club llegara a un acuerdo con la Universidad César Vallejo.

### Alianza Lima
Debutó en Alianza el 22 de marzo de 2014 ante Unión Comercio ingresando en el segundo tiempo. Su primer gol fue ante la Univ. San Martín por la 3.ª fecha del torneo clausura, también marcó un gol ante Universitario de Deportes en el clásico donde hizo un gran partido. En febrero de 2015, debido a problemas con la barra principal de Alianza Lima y que conllevaron a una agresión física al jugador; Víctor Cedrón prefirió no continuar en el equipo blanquiazul. 

### Universidad César Vallejo
El 26 de abril de 2015 disputó la final del torneo del Inca vistiendo la camiseta de la Universidad César Vallejo y la ganó nfrentando a su exequipo Alianza Lima. Tras las pocas oportunidades que tuvo en el equipo, prefirió no continuar. 

### Juan Aurich
En 2016 fichó por el Juan Aurich.

### FBC Melgar
En 2017 fichó por  FBC Melgar.

### Figueirense
Tras destacar con Melgar ficha por el Figueirense de la Campeonato Brasileño de Serie B.

### Unión Comercio
Tras no tener continuidad vuelve a Perú fichando por Unión Comercio.

### Club ADT
Víctor Cedrón formara parte del equipo del ADT en la temporada 2023 que jugara el torneo local y la copa sudamericana, luego de dejar el cuadro de Binacional, donde estuvo solo esta temporada del 2022.

## Selección nacional

### Selección Peruana sub-20
Fue parte de la selección sub-20 de Perú con la que disputó el Campeonato sudamericano sub-20 del 2013 en Argentina.

### Selección Peruana
Debutó el 6 de agosto de 2014 con la selección mayor en un partido contra Panamá e hizo una asistencia de gol para Carlos Ascues, siendo el primero de la Era Bengoechea

## Clubes
Actualizado al último partido disputado el 16 de marzo de 2024.
| Club                      | País          | Año           | Partidos | Goles |
| ------------------------- | ------------- | ------------- | -------- | ----- |
| Universidad César Vallejo | Perú          | 2011-2013     | 74       | 10    |
| Alianza Lima              | Perú          | 2014-2015     | 35       | 2     |
| Universidad César Vallejo | Perú          | 2015          | 23       | 2     |
| Juan Aurich               | Perú          | 2016          | 41       | 12    |
| F. B. C. Melgar           | Perú          | 2017          | 37       | 3     |
| Figueirense F. C.         | Brasil        | 2018          | 10       | 2     |
| Unión Comercio            | Perú          | 2019          | 10       | 0     |
| Universidad César Vallejo | Perú          | 2019-2021     | 48       | 2     |
| Cusco F. C.               | Perú          | 2021          | 13       | 3     |
| Deportivo Binacional      | Perú          | 2022          | 32       | 5     |
| ADT Tarma                 | Perú          | 2023-Act.     | 55       | 8     |
| Total carrera             | Total carrera | Total carrera | 378      | 49    |

## Palmarés

### Campeonatos nacionales
| Título                 | Club                | País   | Año  |
| ---------------------- | ------------------- | ------ | ---- |
| Torneo del Inca        | Alianza Lima        | Perú   | 2014 |
| Torneo del Inca        | Univ. César Vallejo | Perú   | 2015 |
| Torneo de Verano       | FBC Melgar          | Perú   | 2017 |
| Campeonato Catarinense | Figueirense F. C.   | Brasil | 2018 |